# 小谷松駅
小谷松駅（こやまつえき）は、千葉県夷隅郡大多喜町小谷松にある、いすみ鉄道いすみ線の駅である。

## 歴史
- 1960年（昭和35年）6月20日：国鉄木原線の駅として開設[1]。
- 1987年（昭和62年）4月1日：国鉄分割民営化に伴い、JR東日本の駅となる[1]。
- 1988年（昭和63年）3月24日：木原線第三セクター鉄道転換に伴い、いすみ鉄道いすみ線の駅となる[1][2]。

## 駅構造
単式ホーム1面1線を有する地上駅である。無人駅。

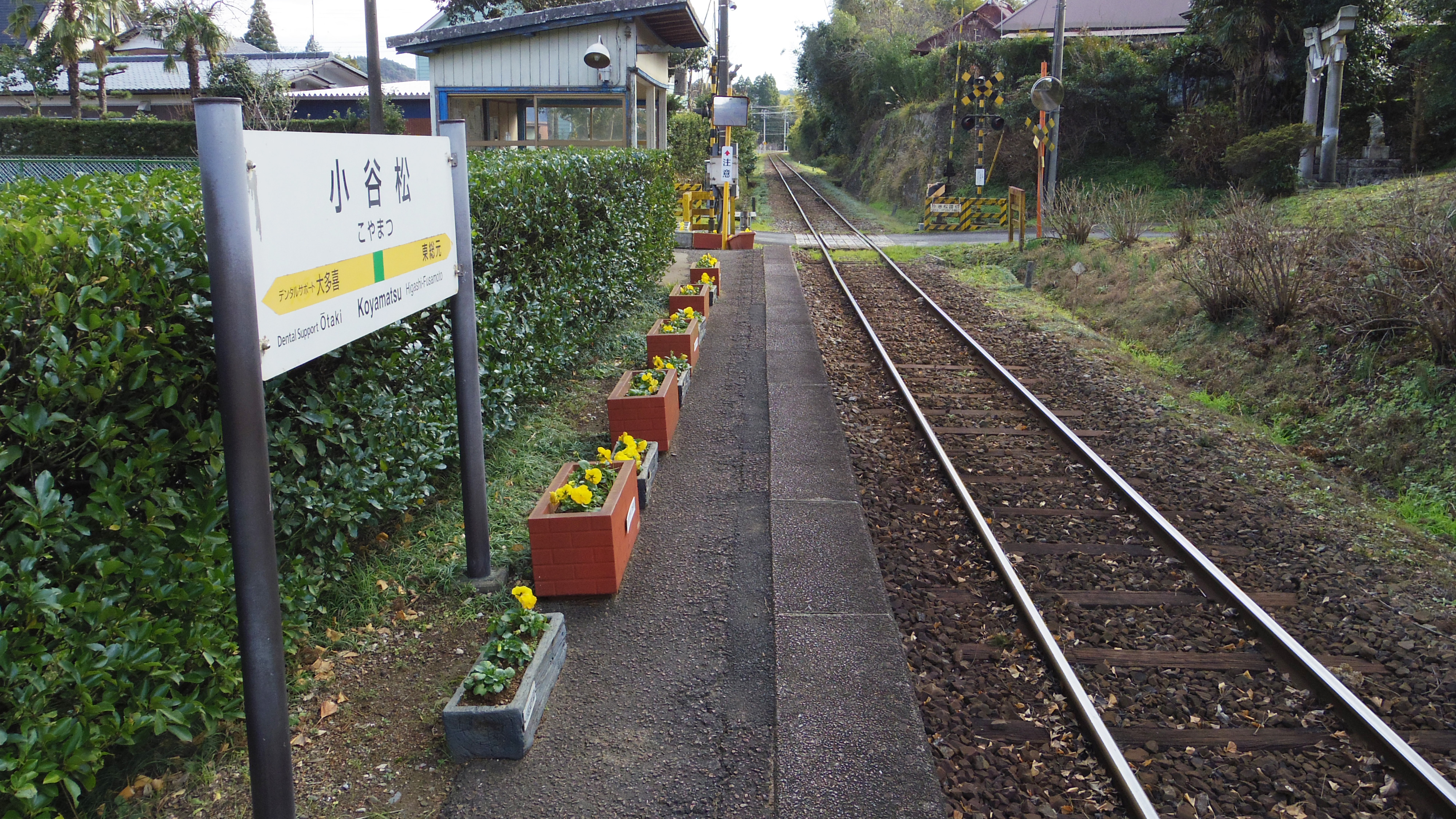
駅ホーム（2015年12月）

## 利用状況
1日平均乗車人員は 3人（2018年度）である。
近年の一日平均乗車人員推移は以下の通り。
| 年度   | 一日平均 乗車人員 |
| ------ | ----------------- |
| 2007年 | 18                |
| 2008年 | 10                |
| 2009年 | 7                 |
| 2010年 | 6                 |
| 2011年 | 6                 |
| 2012年 | 7                 |
| 2013年 | 5                 |
| 2014年 | 4                 |
| 2015年 | 6                 |
| 2016年 | 12                |
| 2017年 | 4                 |
| 2018年 | 3                 |

## 駅周辺

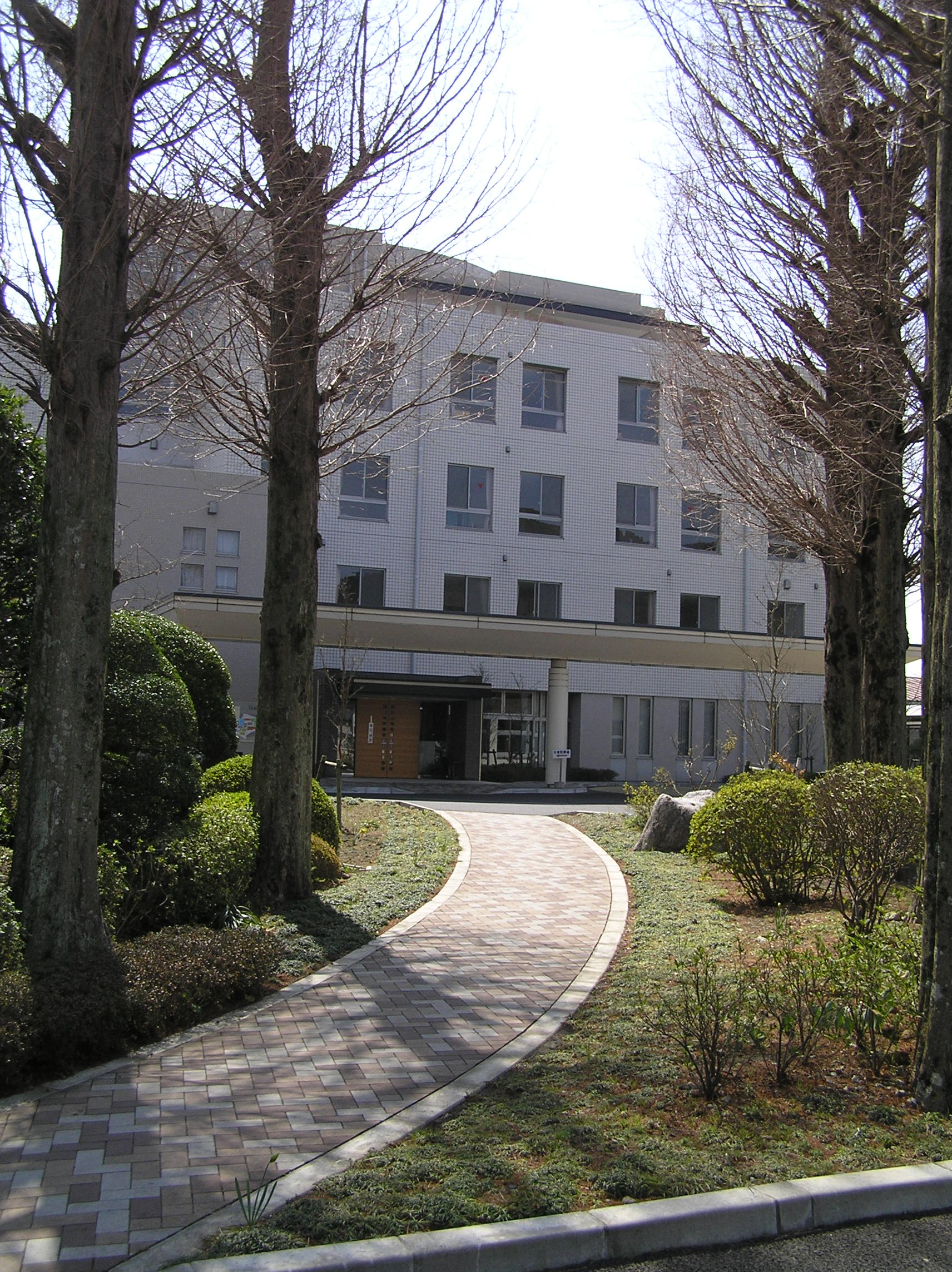
大多喜病院

駅周辺は住宅が点在する。駅北側には夷隅川が流れ、田園地帯が広がる。
- 国道297号
- 国道465号
- 千葉県道231号大多喜停車場線
- 南房総広域水道企業団 大多喜浄水場
- 大多喜病院
- 熊野神社
- 貴船神社
- 妙典寺
- 蟹取橋
- 大多喜城ゴルフ倶楽部

## その他
- 2022年（令和4年）3月28日にフジテレビ系列で放送された特別番組、『ギャルいかがですか？』で当駅の待合所をインスタ映えするスポットにリニューアルする企画が放送された[注 1][3][4]。

## 隣の駅
いすみ鉄道
■いすみ線
大多喜駅 - 小谷松駅 - 東総元駅